# Sant Miquel del Vilar de Cabó
Sant Miquel del Vilar de Cabó és una església del municipi de Cabó (Alt Urgell) protegida com a bé cultural d'interès local.

## Descripció
Església d'una nau amb absis quadrat i coberta amb volta de canó. Posteriorment es va construir un mur que separa l'absis de la resta de l'església i aquest es va servir com a sagristia. La planta és trapezoïdal. Al mur de ponent s'obre la porta principal, d'arc de mig punt, i per sobre hi ha una finestra de doble esqueixada i, rematant la façana, el campanar d'espadanya de dos ulls.
L'interior de l'església ha estat profundament transformat i decorat de manera que no és possible veure les característiques de l'aparell interior. Els paraments exteriors són arrebossats però en algun punt es poden veure els carreus allargassats, col·locats de forma ordenada, i la finestra de l'absis de pedra tosca. A la façana de llevant es pot veure el nivell de les cobertes originals, així com la part sobrealçada.
L'església també es va ampliar amb la construcció d'una rectoria adossada al mur nord de l'església. La coberta és de teula a un sol vessant amb el pendent cap al mur de migdia. L'absis també té coberta a un sol vessant però orientada a nord.
L'església podria haver estat bastida a finals del segle x inicis del segle xi.

## Història
La primera menció documental del lloc del Vilar és del 929 i formava part del patrimoni dels Caboet. L'església de Sant Miquel és esmentada l'any 1090 en el document de dedicació de l'església de Santa Maria d'Organyà. Encara té les funcions parroquials però depenent de la parròquia de Coll de Nargó.